# Alberto Duque Portugal
Alberto Duque Portugal (Rio Preto, 23 de setembro de 1946) é um engenheiro agrônomo brasileiro.
Engenheiro agrônomo pela Universidade Federal Rural do Rio de Janeiro, em 1968, com doutorado em Sistemas Agrícolas pela Universidade de Reading, em 1982.
Foi ministro interino da Agricultura no governo de Itamar Franco, de 21 de dezembro de 1993 a 25 de janeiro de 1994.
Foi Secretário de Estado de Ciência, Tecnologia e Ensino Superior de Minas Gerais, nomeado pelo então governador Aécio Neves em 2007.